# الزراشية
قرية الزراشية وهي قرية تتبع مدينة راوة وتقع في محافظة الأنبار غرب العراق.